# Тюлай Адалъ
Тюлай Адалъ (на турски: Tülay Adalı) е турска университетска преподавателка и учен в областта на компютърните науки и електроинженерството в Мерилендския университет, Балтимор. Научните ѝ интереси включват обработка на сигнали, машинно обучение и биоинформатика.
През 1987 година Адалъ се дипломира с бакалавърска степен от Близкоизточния технически университет в Анкара, Турция. Заминава за САЩ, където пред следващата година получава магистърска степен и защитава докторат през 1992 година в Държавния университет на Северна Каролина.
Заедно със Саймън Хайкин, Адалъ е съавтор на книгата по адаптивна обработка на сигналите, Adaptive Signal Processing: Next Generation Solutions (Wiley, 2010), и е съавтор на Ерик Моро в книгата Blind Identification and Separation of Complex-valued Signals (Wiley, 2013).
През 2008 година, Адалъ става почетен член на Американския институт за медицинско и биологично инженерство за нейните „изключителни изследвания, менторство и лидерство в областта на биомедицинските изображения и обработка на сигналите“. През 2009 година става почетен член на Институт на инженерите по електротехника и електроника (IEEE) за „приноси към нелинейната и комплексночислена статистическа обработка на сигналите“. Към IEEE обществото по обработка на сигналите (Signal Processing Society) Адалъ е избрана за почетен лектор за 2012–2013 година, и печели през 2015 година Фулбрайтова стипендия.